# Equipo de Copa Davis de Hungría
El equipo húngaro de Copa Davis es el representante de Hungría en dicha competición internacional. Su organización está a cargo de la Asociación Húngara de Tenis.

## Historia
Hungría compitió en su primera Copa Davis en 1924. En dos oportunidades alcanzó la primera ronda del Grupo Mundial, en 1994, 1996 y 2018 y también llegó a la final de la Zona Europea en 1976 y 1978.
Luego de 22 años Hungría vuelve al grupo mundial en el 2018.

## Plantel actual (2018)
| Jugador          | Individuales | Dobles |
| ---------------- | ------------ | ------ |
| Márton Fucsovics | 18 - 8       | 7 - 6  |
| Attila Balázs    | 10 - 8       | 6 - 2  |
| Zsombor Piros    | 2 - 1        | 0 - 0  |
| Gábor Borsos     | 1 - 3        | 1 - 0  |
| Mate Valkusz     | 0 - 2        | 0 - 0  |
| Peter Nagy       | 3 - 3        | 1 - 0  |